# Berliet CAT
Der Berliet CAT war ein mittlerer französischer Lastkraftwagen oder auch Omnibus aus der Zeit vor dem Ersten Weltkrieg.

## Geschichte
Die allgemeine Betriebserlaubnis für den Berliet CAT wurde im Juli 1912 erteilt, ab diesem Zeitpunkt wurde das Fahrzeug gebaut. Zwei Fahrzeuge mit den Chassisnummern 10979 und 10980 nahmen an einer militärischen Erprobung im Jahre 1912 teil und wurden prämiert, weiter nachgewiesen sind die Chassisnummern 10801–11000 und 11404–11463: Wenn alle diese Chassisnummern vergeben wurden, so entstanden also insgesamt 262 Stück.

## Technik
Der wassergekühlte Vierzylindermotor hatte eine Bohrung von 100 und einen Hub von 140 mm, also einen Hubraum von 4398 cm³ und gab seine nicht genannte Höchstleistung bei 1000/min ab. Steuerlich war das Fahrzeug mit 22 Steuer-PS eingestuft. Das Getriebe hatte vier Vorwärtsgänge, dazu einen Rückwärtsgang. Die Radstand wird mit 3,20 m angegeben, die vordere Spurweite mit 1,54 m, die hintere mit 1,488 m. Die Nutzlast betrug 3,5 Tonnen. Die Hinterachse wurde über Ketten angetrieben. Das Leergewicht lag bei 3500 kg, das Fahrzeug war Frontlenker.
Das Fahrzeug war auch als Omnibus lieferbar. Ein solcher Omnibus, als Doppeldeckerbus ausgeführt und nach England exportiert, hat die Zeiten überlebt und ist heute im Conservatoire der Fondation Berliet in Le Montellier zu besichtigen.